# La Mort de Lucrèce (Giordano)
Pour les articles homonymes, voir La Mort de Lucrèce.
La Mort de Lucrèce est un tableau réalisé vers 1660 par le peintre italien Luca Giordano. De format horizontal, cette huile sur toile est une peinture d'histoire qui représente quelques Romains découvrant le corps de Lucrèce, qui s'est suicidée après son viol par Sextus Tarquin. Acquise à Rome par Joseph de Guyon de Crochans, l'œuvre est conservée au musée Calvet, à Avignon, en France.

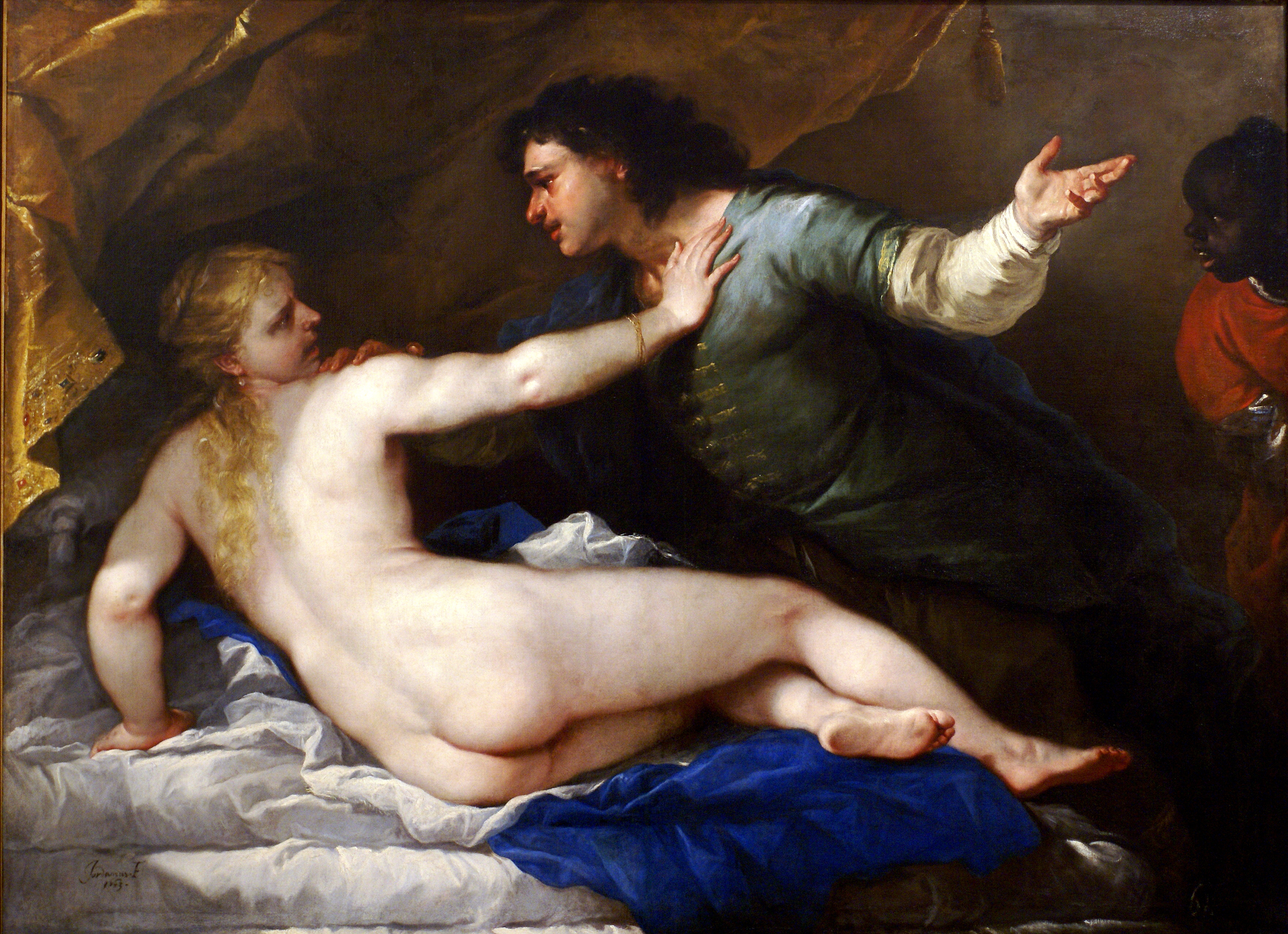
Tarquin et Lucrèce, 1663 – Musée de Capodimonte, Naples.